# Oni (municipalité)
Pour les articles homonymes, voir Oni (homonymie).
La municipalité d'Oni, (en géorgien : ონის მუნიციპალიტეტი, phonétiquement onis mounitsipalitéti), est un district de la région de Ratcha-Letchkhoumie et Basse Svanétie en Géorgie, dont la ville principale est Oni

## Géographie
Il est entouré au nord par la fédération de Russie, à l’est par le district de Djava  –sécessionniste sous le nom de district de Dzau-, au sud par le district de Stachkhere et à l'ouest par les districts d'Ambrolaouri et de Lentekhi. Une partie du district d’Oni a été rattachée au district de Dzau.
Il a une superficie de 1 712 m2.

## Histoire
Après la chute de l'URSS, de janvier 1991 à juin 1992, la région située à l’est du district a été le théâtre d'un premier conflit armé entre forces ossètes et forces géorgiennes : il s'est conclu par un accord de cessez-le-feu, l'implantation d'un contingent militaire russe sur la partie nord du territoire, et l'auto-proclamation de son indépendance sous la dénomination République d'Ossétie du Sud.
En août 2008, un deuxième conflit, entre forces ossètes et russes d'une part et forces géorgiennes d'autre part, a vu le jour : il s'est conclu par un cessez-le-feu lui aussi, l'amputation d'une partie du district d'Oni et une reconnaissance internationale de la République d'Ossétie du Sud limitée à la Russie, au Vénézuela, au Nicaragua et aux îles Nauru.

## Démographie

### Évolution de la population (2011 à 2016)
Du 1er janvier 2011 au 1er janvier 2016,  la population a diminué de 2 400 personnes. Si les surestimations administratives en sont une cause, la sous-estimation du phénomène de migration en est une autre : les mouvements de population des campagnes vers les villes (essentiellement  Tbilissi) et des villes vers l'étranger se poursuivent, sans oublier les conséquences de la guerre russo-géorgienne d’août 2008.
| Année | Urbaine | Rurale | Totale |
| 2011  | 3 000   | 5 400  | 8 400  |
| 2012  | 3 000   | 5 300  | 8 300  |
| 2013  | 3 000   | 5 200  | 8 200  |
| 2014  | 3 000   | 5 100  | 8 100  |
| 2015  | 2 700   | 3 500  | 6 200  |
| 2016  | 2 600   | 3 400  | 6 000  |